# Dodington, Somerset
Dodington är en by i civil parish Holford, i enhetskommunen Somerset, i grevskapet Somerset, i England. Byn är belägen 16 km från Taunton. Dodington var en civil parish fram till 1933 när blev den en del av Holford. Civil parish hade 74 invånare år 1931. Byn nämndes i Domedagsboken (Domesday Book) år 1086, och kallades då Stawe.